# Big air

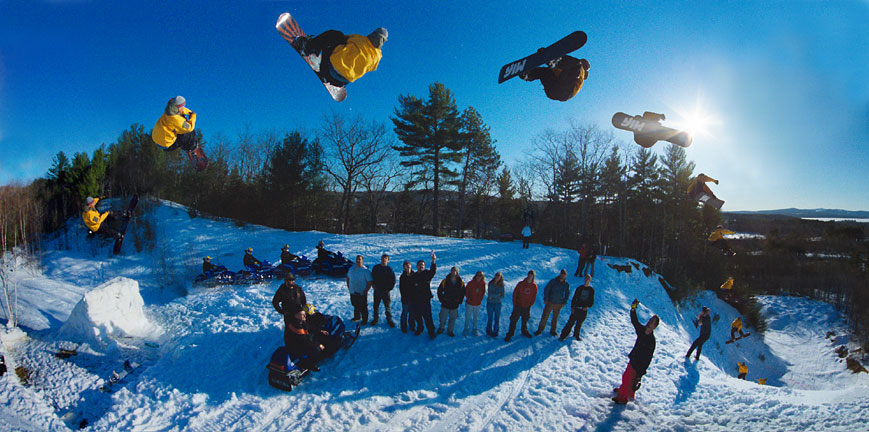
Salto "Tow-in" effettuato dallo snowboarder Nick Francke

Il big air è una disciplina sportiva dove gli atleti, usando attrezzi come lo snowboard, lo skateboard, gli sci, oppure a bordo di veicoli come nel caso del Freestyle Motocross, sfruttando una rampa devono realizzare dei salti ampi e alti compiendo determinate evoluzioni. 
Tra le principali competizioni dove si svolgono gare di big air figurano gli X Games.
Il big air è diventato disciplina olimpica a partire dai Giochi di Pyeongchang 2018.

## Caratteristiche
A seconda della competizione possono essere previste delle evoluzioni, codificate, obbligatorie da compiere. L'altezza raggiunta e l'ampiezza del salto devono essere tali da poter assicurare la corretta effettuazione dell'acrobazia, di cui viene valutata la qualità di esecuzione. Date le considerevoli altezze raggiunte, particolare attenzione deve essere posta su un atterraggio sicuro onde evitare il rischio di seri infortuni.

## Snowboard
Nel 2003 il big air è stato introdotto per la prima volta dalla FIS all'interno dei campionati mondiali di snowboard, mentre già a partire dalla stagione 2001-02 ne era stata istituita la relativa Coppa del Mondo. Ha fatto inoltre il suo debutto olimpico in occasione dei Giochi di Pyeongchang 2018.